# La masonería uruguaya
La masonería uruguaya es el quinto libro del uruguayo Fernando Amado. El mismo fue editado por la Editorial Sudamericana en 2011.

## Reseña
El libro La masonería uruguaya. El fin de la discreción es la continuación de la investigación sobre masonería uruguaya que iniciara autor en el 2007. Que diera como resultado el libro En penumbras, éxito de superventas, que fuera reconocido con el Premio Bartolomé Hidalgo Revelación y el Premio Libro de Oro en 2008. Ambos libros giran sobre el entorno histórico reciente de la francomasonería en Uruguay.
El libro se presentó en el Museo Zorrilla.